# Calotrophon
Calotrophon is een geslacht van weekdieren uit de klasse van de Gastropoda (slakken).

## Soorten
- Calotrophon andrewsi Vokes, 1976
- Calotrophon carnicolor (Clench & Pérez Farfante, 1945)
- Calotrophon eugeniae (Vokes, 1992)
- Calotrophon gatunensis (Brown & Pilsbry, 1911)
- Calotrophon hemmenorum (Houart & Mühlhäusser, 1990)
- Calotrophon hystrix Garcia, 2006
- Calotrophon ostrearum (Conrad, 1846)
- Calotrophon turritus (Dall, 1919)
- Calotrophon velero (Vokes, 1970)